# Key Pittman
Key Pittman (Vicksburg, 1872. szeptember 18. – Reno, 1940. november 10.) az Amerikai Egyesült Államok szenátora (Nevada, 1913–1940).